# Powiat Kisvárda
Powiat Kisvárda (węg. Kisvárdai járás) – jeden z jedenastu powiatów komitatu Szabolcs-Szatmár-Bereg na Węgrzech. Siedzibą władz jest miasto Kisvárda.

## Miejscowości powiatu Kisvárda
- Ajak
- Anarcs
- Dombrád
- Döge
- Fényeslitke
- Gyulaháza
- Jéke
- Kékcse
- Kisvárda
- Lövőpetri
- Mezőladány
- Nyírkarász
- Nyírlövő
- Nyírtass
- Pap
- Pátroha
- Rétközberencs
- Szabolcsbáka
- Szabolcsveresmart
- Tiszakanyár
- Tornyospálca
- Újdombrád
- Újkenéz